# Andrzej Zawistowski
Andrzej Zawistowski (ur. 4 marca 1973 w Gdańsku) – polski historyk, nauczyciel akademicki, prorektor ds. dydaktyki i studentów Szkoły Głównej Handlowej. Doktor ekonomii, doktor habilitowany historii, profesor Szkoły Głównej Handlowej w Warszawie – zajmuje się historią Polski w XX w., ze szczególnym uwzględnieniem dziejów gospodarczych i społecznych. Autor kilkudziesięciu prac naukowych i kilkuset publikacji popularnonaukowych.  

## Życiorys
W 1998 ukończył studia historyczne na Wydziale Historycznym Uniwersytetu Warszawskiego. W 2007 r. obronił doktorat, a w 2018 r. uzyskał stopień naukowy doktora habilitowanego.
Od 1998 r. jest pracownikiem naukowym Katedry Historii Gospodarczej i Społecznej Szkoły Głównej Handlowej w Warszawie. W latach 2020-2025 prodziekan Studium Magisterskiego SGH, od 2025 r. prorektor ds. dydaktyki i studentów. W okresie 2003–2006 był nauczycielem w Niepublicznym Liceum Ogólnokształcącym nr 81. W latach 2006–2016 pracował także w Biurze Edukacji Publicznej Instytutu Pamięci Narodowej. W latach 2008–2011 pełnił w nim funkcję naczelnika Wydziału Edukacji Historycznej. W 2011 r. został powołany na stanowisko zastępcy dyrektora, a w 2012 r. został dyrektorem Biura Edukacji Publicznej Instytutu Pamięci Narodowej. Stanowisko to pełnił do likwidacji BEP IPN w 2016 r. W latach 2017–2020 kierował Działem Historycznym Muzeum Powstania Warszawskiego. Z ramienia MPW kierował też nadzorem historycznym nad rozbudową zachodniego fragmentu drugiej linii warszawskiego metra. Od 2020 r. pracownik Ośrodka Badań nad Totalitaryzmami Instytutu Pileckiego, w latach 2024-2025 członek Rady Naukowej IP.
W 2006 r. był inicjatorem powołania do życia Programu Polonijnego Biura Edukacji Publicznej IPN, którym kierował do 2011 r. W latach 2012–2016 r. był przewodniczącym Rady Programowej popularnonaukowego czasopisma historycznego „pamięć.pl”. Był też m.in. członkiem jury nagrody „Audycja Historyczna Roku” oraz wchodził w skład kapituły nagrody „Kustosz Pamięci Narodowej” i „Świadek historii” (inicjator edycji polonijnej wyróżnienia). Współautor wystaw i ekspozycji muzealnych m.in. Cele Bezpieki w Warszawie oraz elementów wystawy głównej Muzeum Powstania Warszawskiego. 
Należy do Polskiego Towarzystwa Historii Gospodarczej (członek – założyciel, członek Zarządu w latach 2010–2011).

## Wybrane wyróżnienia, nagrody i odznaczenia
- 2004 – Nagroda Rektora Szkoły Głównej Handlowej w Warszawie stopnia pierwszego w dziedzinie działalności naukowej (nagroda zespołowa)
- 2007 – Nagroda Prezesa Instytutu Pamięci Narodowej
- 2008 – Nagroda Rektora Szkoły Głównej Handlowej w Warszawie stopnia drugiego w dziedzinie działalności naukowej (nagroda indywidualna)
- 2010 – Złoty Krzyż Zasługi
- 2010 – Nagroda Rektora Szkoły Głównej Handlowej w Warszawie stopnia pierwszego w dziedzinie działalności naukowej (nagroda indywidualna)
- 2018 – Wyróżnienie w konkursie Książka Historyczna Roku
- 2019 – Nagroda Klio w kategorii Varsaviana
- 2024 – Nominacja do Nagrody Historycznej "Polityki"[6]

## Publikacje
Autor kilkudziesięciu publikacji naukowych i kilkuset popularnonaukowych, m.in.:
- Bibliografia historii gospodarczej Polski w latach 1944–1989, SGH, Warszawa 2003. (współautor) ISBN 83-7378-007-6
- Dekady, Tom IV: 1975-1984, Wydawnictwo Imbir / Biblioteka „Gazety Wyborczej”, Warszawa 2006. (współautor) ISBN 83-60334-20-X
- Sprawy gospodarcze w dokumentach pierwszej Solidarności, tom I: 16 sierpnia 1980 – 30 czerwca 1981, IPN, Warszawa 2008. (współautor) ISBN 978-83-60464-78-6
- Kombinat. Dzieje Zambrowskich Zakładów Przemysłu Bawełnianego – wielkiej inwestycji planu sześcioletniego, IPN, Warszawa-Białystok 2009. ISBN 978-83-7629-080-5
- Kolejka. Planszowa gra historyczna, IPN, Warszawa 2011–2016 (opracowanie merytoryczne i konsultacja naukowa – także wersji angielskiej, hiszpańskiej, japońskiej, niemieckiej, rosyjskiej, węgierskiej, rumuńskiej, francuskiej, czeskiej, słowackiej)
- Bilety do sklepu. Handel reglamentowany w PRL, PWN, Warszawa 2017. ISBN 978-83-01-19668-4
- Historia 8. Podręcznik – szkoła podstawowa, WSiP, Warszawa 2018. (współautor) ISBN 978-83-02-17440-7
- Stacja plac Dzierżyńskiego, czyli metro, którego Warszawa nie zobaczyła Budowa warszawskiej kolei podziemnej w latach 50. XX w., Trzecia Strona, Warszawa 2019. ISBN 978-83-64526-73-2
- Historia 4. Podręcznik dla liceum i technikum. Zakres podstawowy, WSiP, Warszawa 2022. (współautor) ISBN 978-83-02-20311-4
- Historia 4. Podręcznik dla liceum i technikum. Zakres rozszerzony, WSiP, Warszawa 2022. (współautor) ISBN 978-83-02-20312-1
- Chcieliśmy być wolni. Powstanie Warszawskie 1944, MPW, Warszawa 2023. (autor koncepcji, redaktor naukowy, współautor) ISBN 978-83-64308-27-7
- Profesor. Edward Lipiński i jego czasy, OW SGH, Warszawa 2023. ISBN 978-83-8030-633-2
- Koszykowa róg Stalina. Areszt Wewnętrzny Ministerstwa Bezpieczeństwa Publicznego i Komitetu do spraw Bezpieczeństwa Publicznego 1945–1956, IP, Warszawa 2023. ISBN 978-83-67326-40-7

Publikował też m.in. w Rzeczpospolitej, Dzienniku – Gazecie Prawnej, Tygodniku Powszechnym.